# Cody Asche
Cody James Asche (ur. 30 czerwca 1990) – amerykański baseballista występujący na pozycji trzeciobazowego i lewozapolowego w Chicago White Sox.

## Przebieg kariery
Asche studiował na University of Nebraska w Lincoln, gdzie w latach 2009–2011 grał w drużynie uniwersyteckiej Nebraska Cornhuskers. W czerwcu 2011 został wybrany w czwartej rundzie draftu przez Philadelphia Phillies i początkowo grał w klubach farmerskich tego zespołu, między innymi w Lehigh Valley IronPigs, reprezentującym poziom Triple-A. W Major League Baseball zadebiutował 30 lipca 2013 w meczu przeciwko San Francisco Giants jako pinch hitter. 8 sierpnia 2013 w spotkaniu z Chicago Cubs zaliczył trzy uderzenia na pięć podejść, w tym home runa, który był jego pierwszym w MLB.
W styczniu 2017 podpisał niegwarantowany kontrakt z Chicago White Sox.